# 威沛
威沛（英語：Vepar），是所羅門七十二柱魔神中排第42位的魔神，別名（Separ、Vephar）。是一位偉大的地獄公爵，掌管著 29 個惡魔軍團。通常會以人魚的外型現身。
他掌管海與風，能在海上掀起浪潮與風暴，也能召喚滿載武器的戰艦，甚至能召喚海水從敵人的船艙內湧現。
他也能藉由詛咒，使敵人傷口潰爛生蛆，並在三天內痛苦得死去，當然他也能治癒那些傷口。

## 流行文化
- 輕小說《魔技科的劍士與召喚魔王》中冰燈小雪的契約神魔，被描述為掌握冰與水的魔神。